# 東大宮 (宮崎市)
東大宮（ひがしおおみや）とは、宮崎県宮崎市内の地名。東大宮地域自治区に属している。郵便番号は880-0825。2023年現在、東大宮1丁目-4丁目が設置され、住居表示実施地域である。

## 地理
宮崎市の中東部、東大宮地域自治区に属する。大淀川左岸の丘陵地にあたる住宅街である。南西を1丁目として時計回りに4丁目まで設置されている。
北を桜町、北東を村角町、南を大島町、西を花ケ島町と接する。

## 歴史
- 1982年 - 花ケ島町・大島町・村角町をもって東大宮1丁目-4丁目が成立。
- 2006年 - 花ヶ島町・村角町・東大宮2丁目をもって桜町が成立。

## 世帯数と人口
2024年（令和6年）3月1日現在の世帯数と人口は以下の通りである。
| 町丁        | 世帯数    | 人口    |
| ----------- | --------- | ------- |
| 東大宮1丁目 | 275世帯   | 554人   |
| 東大宮2丁目 | 504世帯   | 1,055人 |
| 東大宮3丁目 | 218世帯   | 455人   |
| 東大宮4丁目 | 442世帯   | 950人   |
| 計          | 1,439世帯 | 3,014人 |

## 小・中学校の学区
市立小・中学校に通う場合、学区は以下の通りとなる。
| 町名   | 小学校               | 中学校               |
| ------ | -------------------- | -------------------- |
| 東大宮 | 宮崎市立宮崎東小学校 | 宮崎市立東大宮中学校 |

## 交通

### 鉄道
JR日豊本線が1丁目・2丁目の西端を形成する。最寄り駅は宮崎神宮駅

### バス
宮交グループの運営するバスが営業している。

### 道路
- 宮崎内環状線